# Mitrowci
Mitrowci (bułg. Митровци) – wieś w Bułgarii, w obwodzie Montana, w gminie Cziprowci. Według danych szacunkowych Ujednoliconego Systemu Ewidencji Ludności oraz Usług Administracyjnych dla Ludności, 15 czerwca 2020 roku miejscowość liczyła 186 mieszkańców.

## Osoby związane z miejscowością

### Urodzeni
- Gala Christozowa (1959) – bułgarska naukowiec, pedagog
- Kosta Gocow (1928) – bułgarski naukowiec
- Aleksandyr Petkow (1912–1986) – bułgarski hydrolog
- Todor Żiwkow (1938–2001) – bułgarski folklorysta